# Stephen Harding

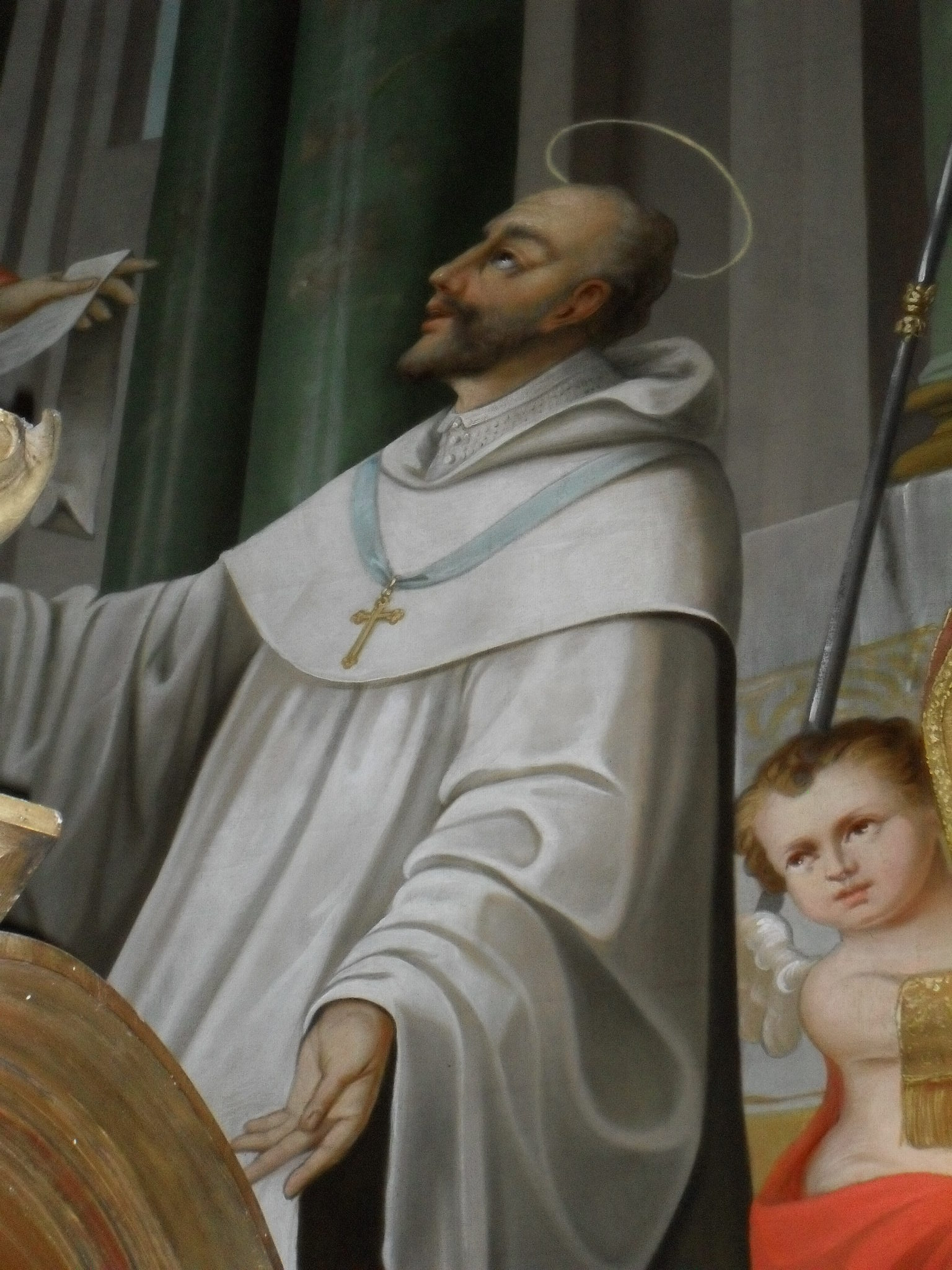
Stephen Harding

Stephen Harding (Frans: Etienne Harding) (Sherborne, Dorsetshire, c. 1059 - Cîteaux, 28 maart 1134) was, in de Franse cisterciënzerabdij van Cîteaux, abt van 1109 tot 1133.
Harding stelde de Carta Caritatis op, een van de belangrijkste documenten waarop de kloosterhervorming van de cisterciënzers berust. Hij gaf verder opdracht tot de vervaardiging van bijzondere in Romaanse stijl verluchte handschriften. De twee delen van een liturgische Bijbel uit 1109 worden aan hem toegeschreven, alsook een handschrift uit 1111 van de  Moralia in Job van Gregorius de Grote.
Zijn feestdag is op 28 maart en was vroeger op 17 april, 15 (Cisterziëners) en 16 juli, en samen met de andere heilige abten van Cîteaux of 26 januari.